# قلبي سيستمر (أغنية)
قلبي سيستمر (بالإنجليزية: My Heart Will Go On)‏ أغنية سجلتها المغنية الكندية سيلين ديون في عام 1997، هي الأغنية الرئيسية لفيلم المخرج جيمس كاميرون «تايتانيك Titanic»، استنادًا إلى قصة سفينة الركاب تايتانيك عبر المحيط الأطلسي  والتي غرقت في عام 1912 بعد اصطدامها بجبل جليدي في شمال المحيط الأطلسي.

## كتابة الأغنية
ألف جيمس هورنر موسيقى الأغنية لفيلم تايتانيك. ابتكر موسيقى الفيلم. كان هورنر، الذي توفي في حادث تحطم طائرة عام 2015 عن عمر يناهز 61 عامًا، مؤلفًا مشهورًا جدًا لموسيقى الأوركسترا كتب عشرات الأفلام للعديد من الأفلام من ضمنها موسيقى فيلم «القلب الشجاع».
كتب ويل جينينغز كلمات الأغنية. جينينغز هو شاعر غنائي غزير الإنتاج عمل مع ستيف وينوود في العديد من أغانيه وكتب أيضًا أغاني لرودني كروويل وباري مانيلو وإريك كلابتون وبي بي كينغ وروي أوربيسون وغيرهم.

## كلمات الأغنية
كل ليلة في أحلامي Every night in my dreams
أراك وأحس بك I see you, I feel you
وبهذه الطريقة أعلم بانني سأستمر That is how I know you, go on
بعيدا خلف المسافات Far across the distance
والتباعد الذي بيننا And spaces between us
لقد أتيت إلي لتريني كيف تستمر You have come to show you, go on
قريبا أو بعيداً وأينما كنت Near, far, wherever you are
أنا أؤمن بأن القلب سيستمر بالخفقان I believe that the heart does go on
مرة أخرى ها أنت تفتح الباب Once more you open the door
وها أنت هنا في قلبي And you're here in my heart
وقلبي سيستمر ويستمر And my heart will go on and on
الحب من الممكن أن يمسنا مرة واحدة Love can touch us one time
ويستمر من أجل باقي الحياة And last for a lifetime
دون أن يفارقنا حتى نموت And never let go till we're gone
الحب كان عندما أحببتك Love was when I loved you
لحظة الحقيقة عندما ضممتك One true time I hold to
لتدخل حياتي، حيث سنبقى معا للأبد In my life we'll always go on
قريبا أو بعيداً وأينما كنت Near, far, wherever you are
أنا أؤمن بأن القلب سيستمر بالخفقان I believe that the heart does go on
مرة أخرى ها أنت تفتح الباب Once more you open the door
وها أنت هنا في قلبي And you're here in my heart
وقلبي سيستمر ويستمر And my heart will go on and on
أنت هنا، ولا شيء أخشاه You're here, there's nothing I fear
وأنا أعلم الآن بأن قلبي سيستمر بالخفقان And I know that my heart will go on
سأبقى للأبد كذلك We'll stay forever this way
أحتفظ بك آمنا في قلبي You are safe in my heart
الذي سيستمر ويستمر في الخفقان And my heart will go on and on.

## وصلات خارجية
https://www.songfacts.com/facts/celine-dion/my-heart-will-go-on قلبي سيستمر (أغنية)
https://www.allmusic.com/album/my-heart-will-go-on-mw0001034304 قلبي سيستمر (أغنية)